# 津沽大学
津沽大学（法語：Université de Tsin Ku），简称津大，是法国天主教耶稣会在中国天津市创办的一所教会大学，是中国的第二所天主教大学，中国近代最早开展建筑教育的高校之一。1921年建校时，正式名称为法語：，中文译名天津工商大学。1933年8月，在国民政府教育部立案时定名为私立天津工商学院，英語：。1948年10月，改建为大学，定名为私立津沽大学，英語：。1951年9月，私立津沽大学改为公立，隶属于教育部。1952年8月，高等学校院系调整，津沽大学解散，工学院并入天津大学，财经学院并入南开大学，以津沽大学师范学院为基础，在原校址组成天津师范学院，是河北大学的前身。1970年11月，河北大学迁至保定市，部分未跟随迁移的师生在原津沽大学校址基础上建立了天津外国语学院，目前已升格为天津外国语大学。
目前，天津大学建筑学院、南开大学经济学院、南开大学商学院、河北大学、天津外国语大学、天津财经大学均对津沽大学的学缘或地缘有所继承，而天津市实验中学则沿袭自津沽大学附属中学。

## 历史沿革

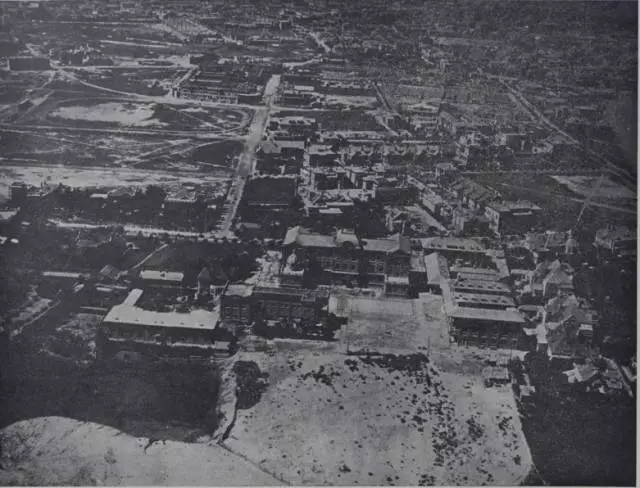
天津工商大学鸟瞰图

### 筹备办学期间
最早在1860年代天津开埠之初，法国政府为了扩大在中国的影响，有意以教会名义在天津开办一所高等学校。鉴于遣使会在天津力量薄弱，法国驻华公使馆秘书罗淑亚于1861年授意献县耶稣会赴天津办学，遭到遣使会抵制，办学计划遂被搁置。1909年，献县教区司账柯茂德神父购得天津德租界与英租界交界处马场道清鸣台100亩旷地，准备在此建立一座教会大学，但是遭到当时受英美影响的直隶总督李鸿章的拒绝。
欧战结束后，在中国建校事宜被重新提起。罗马教廷通过天主教直隶东南教区主教刘钦明和中国教务巡阅使光若翰的报告了解到在中国兴办教育的重要性，于1920年7月指示天津教区新任主教文贵宾和天主教直隶东南教区主教刘钦明商议在天津创办高等学校问题。同年12月，文贵宾与刘钦明达成协议，“准许照耶稣会总长的请求，在天津市成立或是高等学院，或是职业学校，或是同时成立上述两种学校”。遣使会与耶稣会之间关于办学权长达数十年的争议以耶稣会获得办学权而结束。起初，耶稣会拟定校名为“天津农工商大学”，但最终定名为“天津工商大学”。

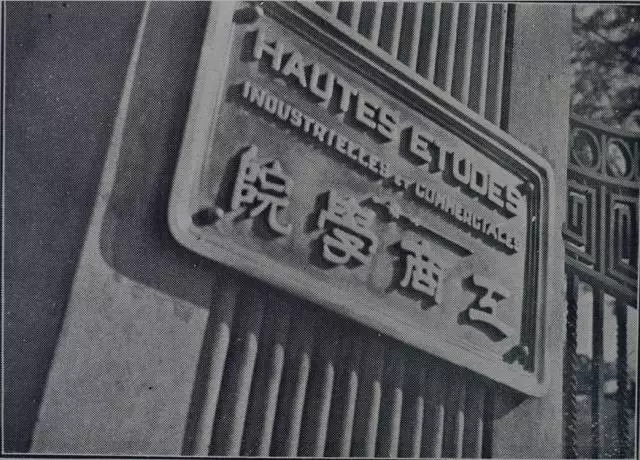
天津工商学院门牌

### 天津工商大学时期

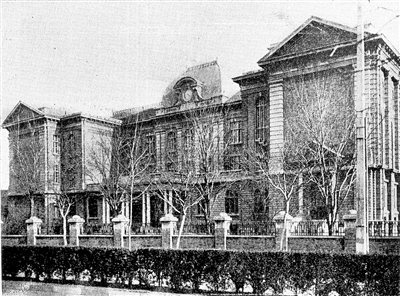
1937年的天津工商学院中央大楼

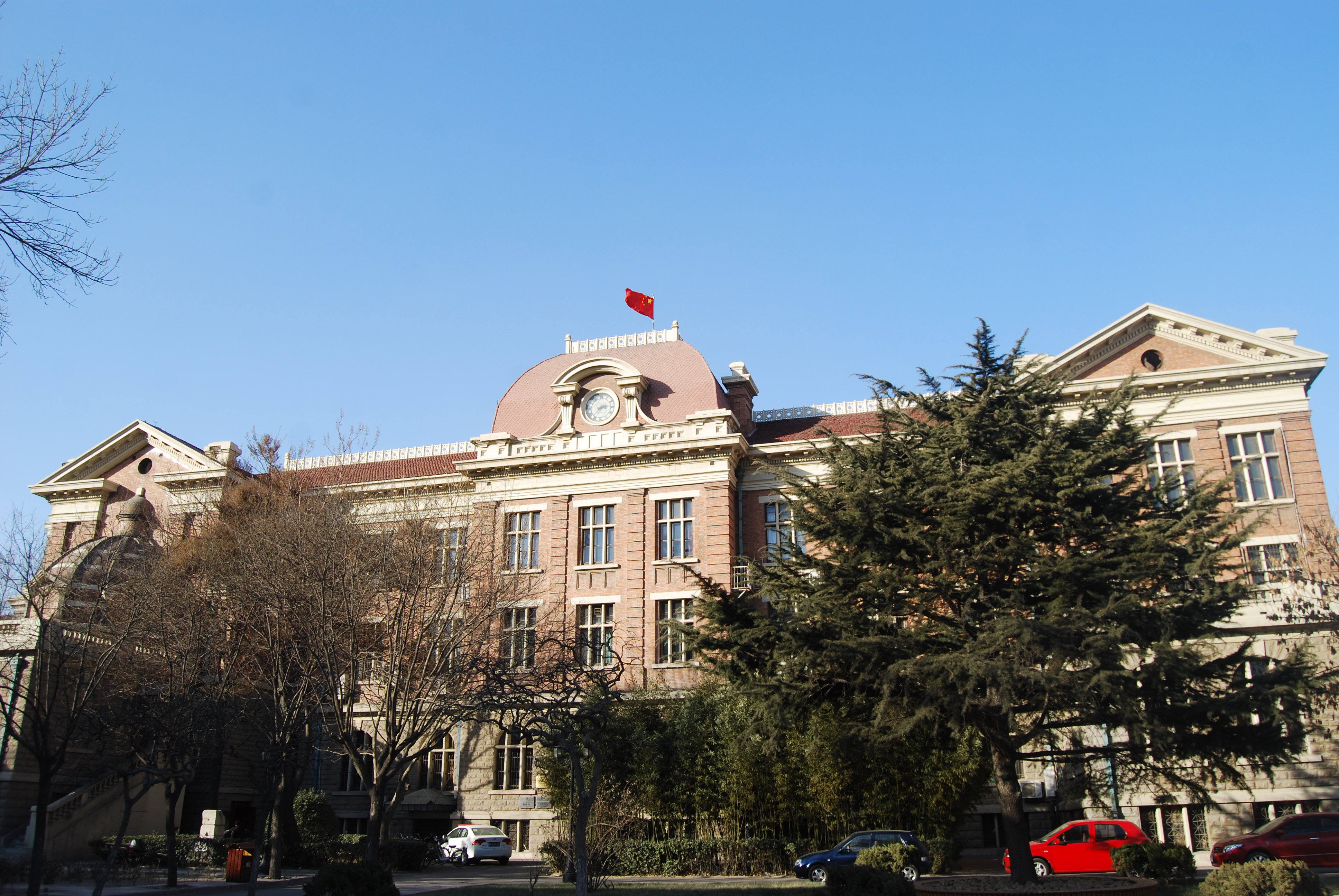
原天津工商学院中央大楼现状

1921年1月14日，罗马教廷正式批准刘钦明在天津办学。7月，于溥泽神父（Father Pierre Jubaru）被聘为首任校长。8月，于溥泽选定沿用1909年曾拟建学校而购得德租界马场道清鸣台旷地作为建校校址。1922年10月，开始在清鸣台选定的校址建造教学楼。由于耶稣会在中国办学的重点是中等教育，所以，天津工商大学在建立之初仍有高中部和初中部，即天津工商学院附属中学，但天津工商大学的建立扩大了耶稣会在天津高等教育方面的影响。1922年4月23日，法国的桑志华在天津工商大学校园内创建了专门的科研机构，初名“黄河白河博物馆”，后因藏品的拓展而更名“北疆博物院”。1923年，天津工商大学预科开始招生。1925年，天津工商大学的主教学楼建成，并开始正式招生，设有工、商两科。7月，天主教神父、法国里尔大学哲学博士裴百纳天津工商大学第二任校长，为学校采购了一批在当时世界领先的教学仪器与设备，并借鉴了欧美的高校管理办法、招募学者到学校任教。1931年，裴百纳因病归国，学校成立了以华人为多数的董事会，华籍司铎赵振声继任校长。

### 天津工商学院时期

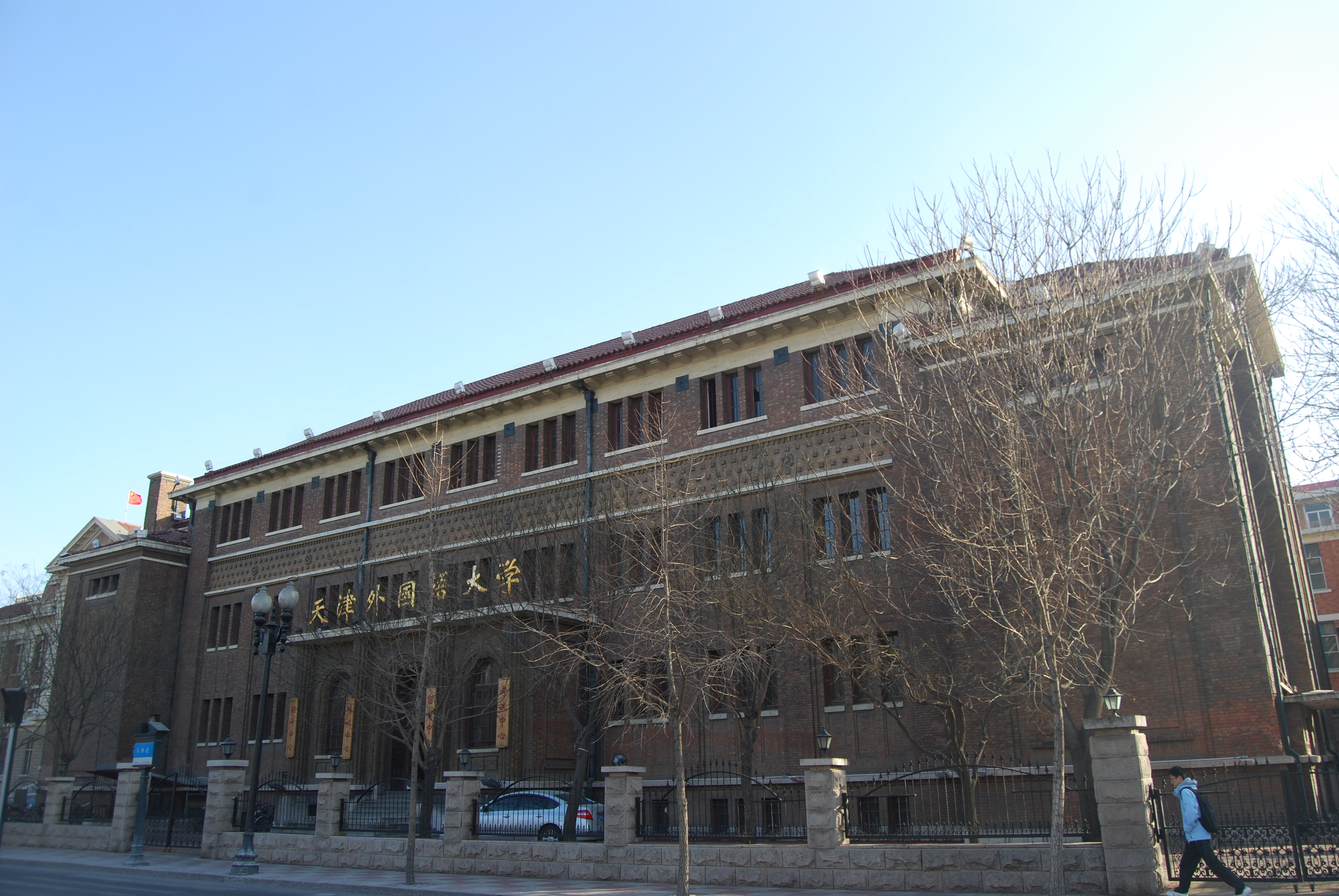
1920年代建立的天津工商大学教学楼

1933年8月，天津工商大学在国民政府教育部备案。国民政府教育部第7923号训令，正式批准立案，因所设系科未达“大学”三院九系之标准，故将学校更名为河北省私立天津工商学院。1936年底，绥远抗战爆发，天津工商学院的学生组织了援绥会。1937年，天津工商学院将工科改为工学院，保留土木工程系并增设建筑工程系，建筑师陈炎仲被聘为建筑工程系首任系主任。1937年8月，日军占领天津，华南圭已因躲避日本人迫害而流亡到法国。天津工商学院则凭借隶属于天主教会和法国政府的关系，没有随南开大学、北洋大学等其他平津高校内迁，依旧办学，成为抗日战争时期少数在沦陷地区持续办学的高校之一。直隶及周边地区一些不能转移的大学生和中学生纷纷报考工商学院，致使天津工商学院的在读人数急剧增加。至1945年7月，天津工商学院的在读学生人数由抗战前的141人增至626人。1943年，天津工商学院成立了女子学院。1947年8月13日，私立天津工商学院校董事会召开第三十四次会议，与会代表全体通过学院改大学后定名为津沽大学的提案。

### 津沽大学时期
1948年10月26日，国民政府教育部正式批准天津工商学院升格为大学并更名的立案公文送达学校，河北省私立天津工商学院正式升格为私立津沽大学，学校师生举行了4天的庆祝活动。在升格为大学后，天津工商学院原有的教学传统与管理格局基本得到延续，但受到国民政府推崇美国大学制度的影响有所改变，学生成绩开始改采用百分制并增设选修课，增聘部分专任教员，传教士或教徒在教职员工中的比例由1938年时占五成降至一成左右。
1949年以后，新执政的政府要求私立津沽大学开设政治课程，遭到时任副校长法国籍神父卜相贤抵制。双方面相持不下，一度导致教学秩序混乱，最后天津市长黄敬出面协调得以解决。但该事件给津沽大学带来了不良影响，成为了新执政的政府在处理教会学校尚无经验时决定直接收回教会学校的重要原因。
1951年，高等院校的调整与合并以及对私立学校的改造在全国范围内展开。4月5日，天津市公安局以反革命间谍罪将天主教耶稣会天津院院长卜相贤逮捕。7月3日，私立津沽大学校董事会第七次会议决定以校董事会名义请求政府接收学校，校董事长李烛尘代表校董事会致函中央人民政府教育部：“拟将津沽大学献给国家，并请政府明令改为国立。”9月19日，中央人民政府教育部发布（51）高一字1170号令批准，私立津沽大学改为公立大学，隶属于中央人民政府教育部。天津达仁学院并入津沽大学商学院，天津土木工程学校并入津沽大学工学院。津沽大学之文学院改为师范学院。11月，教育部召开了全国工学院院长会议，研究拟定工学院调整方案，将天津大学、南开大学、津沽大学三校进行院系调整。1952年3月，天津市高等学校调整委员会成立，津沽大学教务长、党支部书记王金鼎任委员会副主任。高校调整委员会最终研究决定将南开、天大和津沽三校合并为两校：一为综合性的南开大学，一为多科性工业性的天津大学，并拟定拆分津沽大学。8月，高等学校院系调整中，津沽大学正式解散。

### 解散后续
1952年8月，津沽大学正式解散。原津沽大学工学院并入天津大学，其中土木工程系、建筑工程系并入天津大学土木建筑工程系。原津沽大学财经学院并入南开大学，但1958年，南开大学的贸易、企业管理、会计、金融、财政、统计等经济管理科系调出，独立组建的河北财经学院，目前是天津财经大学。原津沽大学师范学院与天津教师学院合并组建天津师范学院，后改建为综合性河北大学。1970年，河北大学大学迁往保定，仅五成余教职工跟随前往，近五成教职工则留在了天津市，加入了1974年在津沽大学原址建立的天津外国语学院，现为天津外国语大学。津沽大学附属中学则更名为天津师范学院附属男子中学，目前是天津市实验中学。位于津沽大学校园内的北疆博物院原址及部分藏品由天津市文化局接管，成为“天津市人民科学馆”。1958年，更名为天津自然博物馆。
1997年6月，1926年落成的原天津工商学院主楼被登记为天津市文物保护单位。2005年8月，原北疆博物院旧址、原天津工商学院主楼、桑志华旧居等被列入天津历史风貌建筑名录。
2016年12月，天津外国语大学与天津市档案馆联合举办了“纪念天津工商大学建校95周年研讨会”并出版相关书籍。

## 学科院系
津沽大学的工科和商科实力雄厚，在平津地区以及华北地区享有较高声誉。尤其是1937年天津工商学院创办的建筑工程系，是天津地区建筑教育的发端，亦是中国最早开展建筑教育的大学之一。1925年，天津工商学院首届开学时设立工、商两科。1939年，增设了法科，招收18名学生，由于经费问题等原因于1940年6月停办。1950年，津沽大学共设三院十系。工学院下设土木工程系、建筑工程系、机械工程系；商学院下设会计财政系、国际贸易系、工商管理系；文学院下设语文系、外语系、史地系、家政系。1950年后，津沽大学进行了较为频繁的内部院系调整。至解散前，津沽大学设工学院、财经学院、师范学院三院。

### 工学院
津沽大学工学院中最具实力的是建筑工程系，该科系不仅是天津地区建筑教育的发端，亦是中国最早开展建筑教育的大学之一。如清华大学多座近代建筑、天津劝业场、耀华学校等诸多知名建筑的设计均出自天津工商学院师生之手。
1925年，天津工商大学第一届开学时便设置了工科，即土木工程科。1937年，天津工商学院将工科改为工学院，保留土木工程系的同时，创办了建筑工程系，是中国近代建筑教育的先驱之一。毕业于英国建筑联盟学院的建筑师陈炎仲被聘为建筑工程系首任系主任，1935年入学的土木工程系三年级学生转入建筑工程系成为首届学生。1940年，陈炎仲辞世后，毕业于意大利那不勒斯大学的建筑师沈理源担任建筑工程系主任。1940年2月，中国工程司建筑师阎子亨受聘兼任工商学院建筑工程系教授。9月，时任天津基泰工程司负责人的关颂坚推荐建筑师张镈到天津工商学院建筑工程系任兼职教授。1941年至1944年，天津工商学院建筑工程系的师生参与绘故宫中轴线以及天坛、先农坛等古建筑的测绘工作。1945年12月1日，工商学院董事会决议在工学院增设机械工程系。1952年8月，津沽大学解散后，原工学院并入天津大学，其中土木工程系、建筑工程系并入天津大学土木建筑工程系。

### 财经学院
1925年，天津工商大学第一届开学时便设置了商科。1937年，商科分为会计财政、国际贸易二系。此后，日渐成熟并发展为商学院。1945年12月1日，工商学院董事会决议在商学院增设工商管理系。1950年10月，工商管理系改为企业管理系。1951年6月，商学院改为财经学院，会计财政系更名为会计系，国际贸易系改为贸易系。1952年8月，津沽大学解散后，原财经学院并入南开大学。1958年，以南开大学经济类专业（贸易、企业管理、会计、金融、财政、统计等系）为基础组建了河北财经学院，现为天津财经大学。

### 师范学院

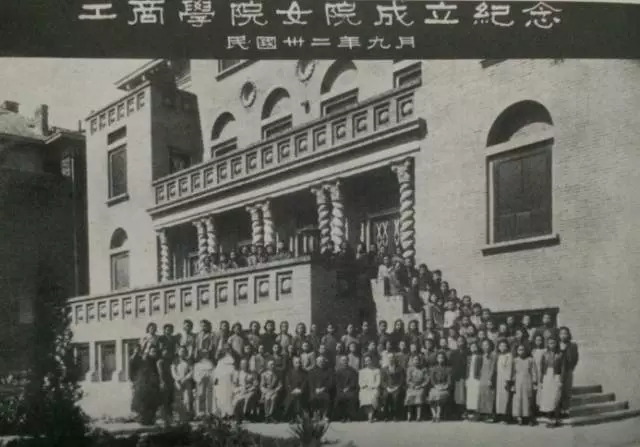
津沽大学师范学院的前身，天津工商学院女子学院成立纪念

师范学院是津沽大学三院中成立最晚、存在时间最短的学院。关于师范学院的前身女子学院或女子文学系的成立时间说法不一。一种说法是，1939年即天津工商学院便成立了女子文学系。另有说法，1943年，成立了女子文学系。还有说法，1943年9月，天津工商学院成立了女子学院，仅招收女生，最初不分科系，由近代女教育家孙家玉主持教务工作，以弥补女子难以获得高等教育深造的遗憾，后分设家政学系和史地学系。1945年9月，女子学院改为文学院，增加中国文学系。1946年8月，文学院增设了外国语文系，同时拟设教育系，但因经费不足而未招生。关于外国文学系的设置，还有一种说法是：1948年11月，改称私立津沽大学后，文学系又细分为语文系和外文系。1951年，文学院改建为师范学院。原津沽大学师范学院与天津市教师进修学院合并组建天津师范学院，后改建为综合性河北大学，由天津市迁往保定市。而部分教职员工未随之前往，加入了在津沽大学原址成立的天津外国语学院。

## 教学实践

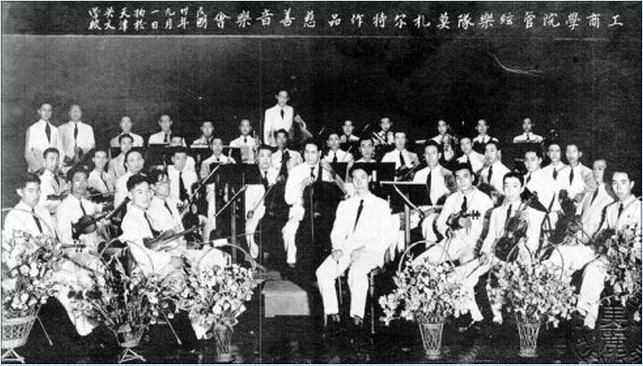
天津工商学院管弦乐队

20世纪初期，中国高等学校中公立、私立大学均有较大发展。相对此期北洋大学、南开大学等主要仿效美国式教育体制而言，津沽大学作为法国天主教会创办的教会大学，自创办起采用的是法国式教育体制。在入学招生方面，天津工商学院时期，每年暑假期间，学校在天津、北平和济南三地同时面向具有高中毕业学历的考试举办一次招生考试，作为入学依据。入学考试方面，工科考察国文、英文（笔试及口试）、几何、高等代数等12项；商科考察国文、英文（笔试及口试）、几何、代数等8项。在教学方面，津沽大学自天津工商大学时期起“对学理及经验采取并重主义”，“以养成各生勤奋、审度、推算、构作之习惯”，因此学生的科技与业务实践活动非常丰富。
在课程设置上，工科主要开设物理学、化学、数学、力学、测量学、地质学、水力学、圬工桥梁、土石工程、建筑材料等课程；商科主要开设化学、商业学、保险学、会计学、经济学、财政学、统计学、关税学、银行学、国际贸易等课程。
在实践方面，津沽大学学生的实践实习主要有测量等课程实习、工矿银行参观和旅行考察。工科学生暑期会在北平、青岛及天津本埠等地参加测量等课程专项实习，此外亦会深入工矿企业、银行机构参观实习。四年级学生毕业前夕会进行旅行考察进行，如1945年曾到塘沽永利碱厂、久大精盐的工厂的实习。
津沽大学具有浓厚的文化体育活动氛围，学校设有网球队、篮球队和排球队等。1936年举行的天津市运动会，天津工商学院学生曾一举囊括获高栏、中栏、跳远、跳高冠军。1941年，天津工商学院管弦乐队成立，是当时天津市最为活跃的一支管弦乐团，由张肖虎指挥，曾在大光明电影院、天津英文学校等地多次举办莫扎特作品慈善音乐会，也曾在耀华中学大礼堂举办“天津工商大学募集助学金音乐演奏会”。1945年初，张肖虎以苏武牧羊为题材创作交响诗《苏武》，在耀华学校礼堂首演，由天津工商学院管弦乐队担纲演奏。

## 师资

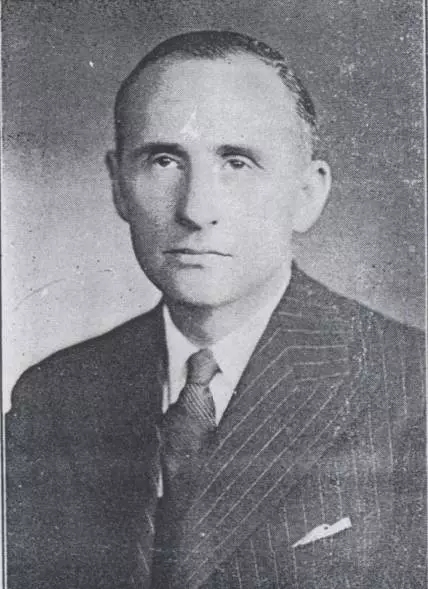
天津工商学院保罗·慕乐教授

因津沽大学是中国近代最早开展建筑教育的高校之一，因此陈炎仲、阎子亨、张镈、冯建逵等多位中国近代著名建筑师以及法国籍保罗·慕乐、奥地利籍罗尔夫·盖苓等外籍建筑师曾在此任教。毕业于津沽大学的建筑师众多，如虞福京、黄廷爵等。抗日战争时期，未能内迁的学者，如燕京大学的齐思和、翁独健、侯仁之，南开大学的袁贤能、胡继瑗、张华伦，工程技术界的专家如建筑师阎子亨、谭真、沈理源、刘问凯，水利专家王华棠、高镜莹、孙家琦等均在天津工商学院任教。因此，抗日战争时期的华北动乱以及与法国的关系，客观上增强了天津工商学院的师资力量。1943年，随着天津法租界归还中国，保罗·慕乐等多位法国籍教授离开天津或中国。1949年以后，外籍教授及神父等普遍主动离开中国，亦有部分人员如副校长法国籍神父卜相贤等被撤职、拘捕或驱逐出境。

## 学校象征

### 校训
津沽大学自天津工商学院时期起便确定校训为“实事求是”。在解散后，对于津沽大学学缘有所继承的河北大学、天津外国语大学和天津市实验中学均对此校训有所继承和演进。河北大学的校训为“实事求是，笃学诚行”，天津外国语大学的校训是“中外求索，德业竞进”。而前身是原津沽大学附属中学的天津市实验中学则沿用了“实事求是”的校训，并将“实事求是，思学思新”归纳为其办学精神。

### 校歌
1937年，天津工商学院谱写了校歌，歌词如下：
|                                      | 科学救国，效著乎西洋；裕民保种，端赖工商。 煌煌我校，踞柝津之阳；乐育善诱哉，成栋梁。 莘莘学子负奇资，如圭如璋；切磋琢磨，集于一堂。 济济青年勤学问，日就月将；藏息修游，教亦多方。 守校训，誓永志而弗忘；实事求是，乃成德之梯航。 知识日以进，体魄日以强。三育完美，二科专长。 尊师敬友，所习勿荒。幼学壮行，庶挽澜狂。 谨祝我校，如陵如冈，万岁无疆，人才辈出，久久自芬芳。 |
| ——私立天津工商学院校歌（1937年创作） | |

1943年，天津工商学院重新谱写了校歌，而校歌歌词中的“二科专长”也随着学校设工商两科发展为工、商、文三个学院，而填词为“科分三院”。
|                                      | 立国大地，曷由自强，学术日新，厥惟工商。 乃建黄宇，析津之阳，人才荟集，冠佩芬芳。 科分三院，学务专长，实事求是，中正温良。 学行并茂，兴寐毋忘，勉哉多士，日进无疆！ |
| ——私立天津工商学院校歌（1943年创作） | |

## 校园建筑
津沽大学坐落于天津英租界边界旁，沿用自天津工商大学建校时的校址。津沽大学的校园建筑与租界内其他建筑风格相似，均采用了当时西方流行的欧洲古典式样，如文艺复兴时期流行的古典宗教建筑式样或法国第二帝国风格。北疆博物院的原址以及创始人桑志华旧居亦建于天主教会所购置的清鸣台空地上，原本与学校相邻。随着学校的发展，北疆博物院与学校建筑融为一体，形成坐落于学校内的布局结构，甚至被误认为是学校附设的研究机构。

### 中央大楼（主楼）
津沽大学的校舍中，最具有标志性的是中央大楼，也称本科大楼、教学主楼。该建筑由在校任教的法商永和工程司建筑师保罗·慕乐教授主持设计，1924年开始建设，1926年建成投入使用，总建筑面积4,917平方米，自落成以来便是本科层次教学的主要场所，整体建筑被认为是法国古典建筑的翻版。中央大楼整体采取西方教堂建筑通常的结构：规则的长方形平面建筑，中间部分是窄而高的狭长空间，两侧是对称的形式。建筑以面对马场道的主门厅为中心，两侧设有楼梯和教室，门厅平台的下边是四组塔司干柱。建筑的顶部采用豪华的法国塞舍尔式，覆以鱼鳞式片瓦。首层窗为拱券形，二三层窗均呈矩形。大楼的半地下室和首层外墙以混凝土砌筑成块石状。二三层楼则用大块红砖垒造。大楼室内的门厅、大厅、内廊均呈拱券形门洞，地面用彩色马赛克拼成各种美术图案。

### 建筑遗存与保护
津沽大学解散后，校园建筑先后被原津沽大学师范学院参与组建的天津师范学院使用，而后被天津外国语学院使用至今，目前已更名为天津外国语大学。1991年8月，位于校园内的北疆博物院旧址被登记为天津市文物保护单位。1997年6月，津沽大学中央大楼被纳入天津市文物保护单位，登记名为“原工商学院主楼”。2004年，天津市政府出资对津沽大学（工商学院）中央大楼在“修旧如旧”的原则下进行了修缮，并更换了锈蚀的建筑构件。2005年8月，该建筑及附属建筑被列入天津市历史风貌建筑。2011年，天津市规划局公布了历史文化街区保护规划，原津沽大学校址被纳入五大道历史文化街区。2013年5月，该建筑作为近现代重要史迹及代表性建筑，被国务院列入第七批全国重点文物保护单位，登记名为“天津工商学院主楼旧址”。目前，津沽大学遗留的建筑群，已经成为天津五大道旅游景区的重要组成部分。

## 与教会、法国政府的关系
天津工商大学成立的目的是为了有助于天主教传教并进入中国具有优越性的知识分子和资产阶级群体，以及法国政府希望凭借学校的选址有助于与英国竞争在天津取得更多租界用地。学校筹建所需资金由天主教教会出资，校址的土地亦由教会于建校十余年前购置，而主持筹建工作的首任校长是教会所遴选的神父于溥泽担任。在建校初期，天津工商大学的教职员工多位中外国籍的传教士或天主教徒。因而，初建的天津工商大学是一所典型的教会学校，在教会内部被称为“天津圣心学院”。但与其他教会大学的发展历程不同，大多教会大学是由先期建立的中小学逐步升格为大学举办高等教育的路径不同，而津沽大学在天津工商大学建立起便最早开办高等教育。在办学初期，天津工商大学的经费来源主要是罗马教廷津贴和法国耶稣会拨给教区的传教经费。但作为一所教会大学，与其他教会大学毕业生有较大比例从事传道或在教会任教不同，津沽大学的毕业生毕业后多从事工商事业，做神父传道和在教会教书的毕业生比例非常微小（一说，比例不足百分之五；一说，只占注册学生总数的近十分之一）。面对办学规模的日渐扩张和经费来源的扩充，天津工商学院和震旦大学均希望从法国政府得到财政援助。与此同时，法国政府也意识到与教会合作的必要性，因此也对学校经费有所援助，致使两所高校日益依赖法政府，使学校法国化的色彩大于天主教特征。
1949年以后，新政府与时任副校长法国籍神父卜相贤就开设政治课产生分歧，成为日后新执政的政府在处理教会学校尚无经验时决定直接收回教会学校的重要原因。1951年，在民族主义思潮兴起的背景下，卜相贤等外国传教士背景的人员被撤销职务。

## 预科及附属中学

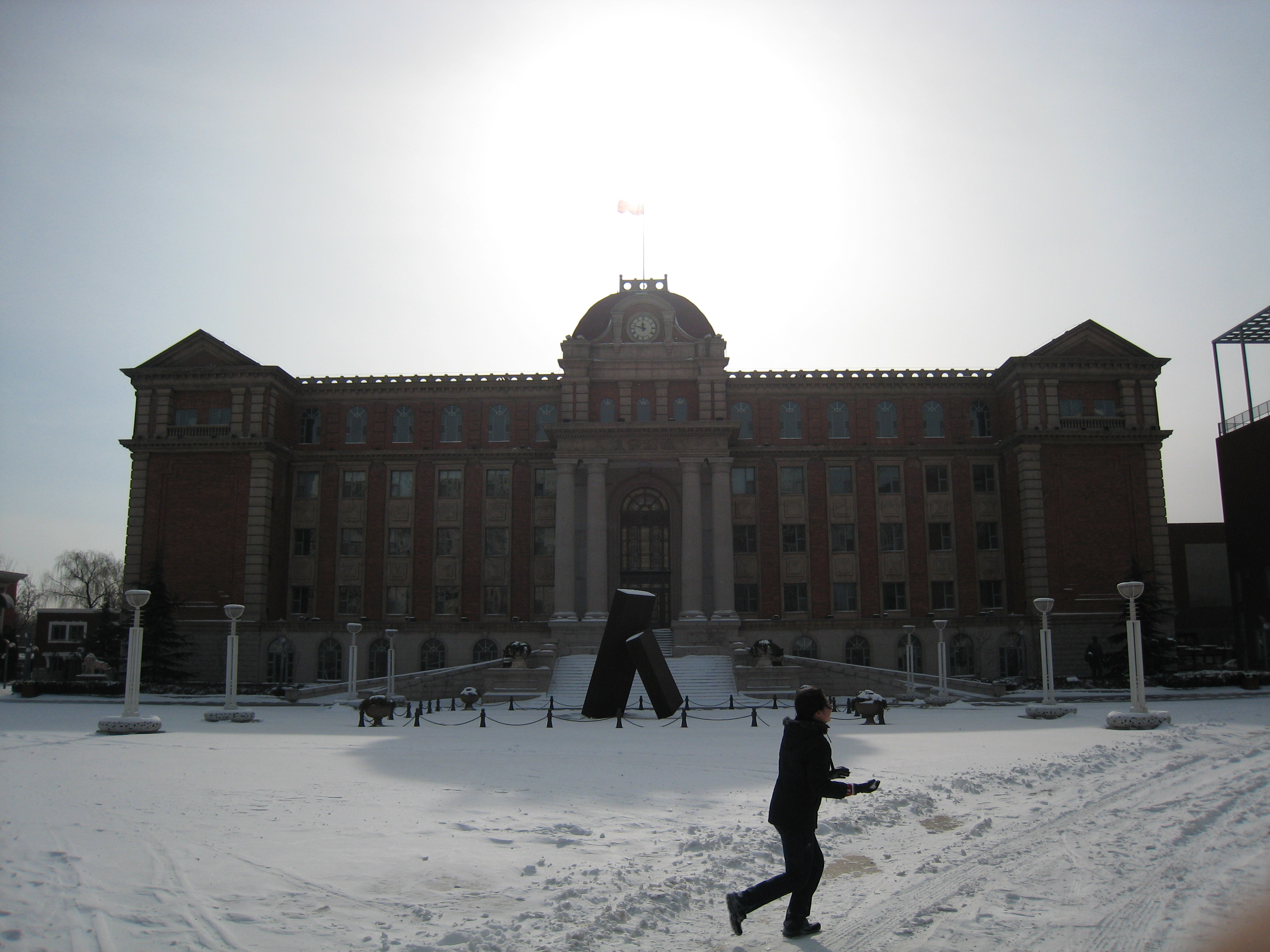
天津市实验中学的逸夫科学楼的原型即是津沽大学中央大楼

1923年，天津工商大学设立预科。1931年，奉国民政府教育部令，天津工商大学预科改为天津工商大学附属高级中学，简称工商附中，并设立初中部，主任为雍居敬。1933年，天津工商大学大学在教育部立案，并更名为天津工商学院。同年，天津工商学院附属中学的高中部完成立案。1936年，初中部完成立案。1948年，天津工商学院升格为私立津沽大学，工商附中更名津沽大学附属中学。1952年8月，津沽大学解散后，津沽大学附属中学被天津市教育局接管，目前是天津市教委直属重点中学——天津市实验中学，沿用了津沽大学“实事求是”的校训。

## 北疆博物院

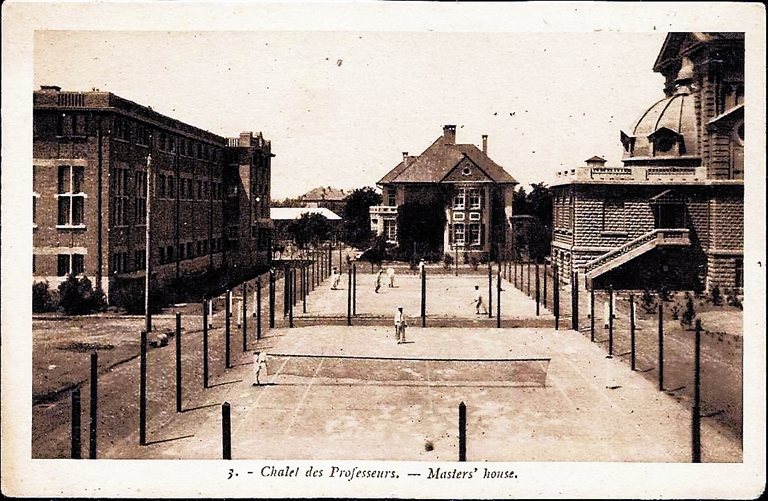
北疆博物院及天津工商学院

北疆博物院是中国北方创建最早的博物馆，也是中国建立时间最早的博物馆之一。1922年，天津耶稣会提供赞助的法国传教士桑志华在天津英租界旁隶属于教会的土地上兴建博物馆，与天津工商大学校址相连。最初，桑志华为博物馆取名为“MUSEE HOANGHO PAIHO”，即“黄河白河博物馆”，后因藏品来源的拓展，定名为北疆博物院。曾任法国地质学会会长的德日进博士扩充发展了北疆博物院。北疆博物院在中国古生物学界、古地质学界、考古界和博物馆界占据重要地位。北疆博物院与津沽大学的关系，学者意见不一。一说，北疆博物院隶属或挂靠于津沽大学（原天津工商大学）；一说，两者为平行关系，互不隶属。后经考证，北疆博物院与津沽大学同属于天主教耶稣会，但二者互不统属，但又院址相连、互融互补，北疆博物院的科研与展览为津沽大学提供了自然科学实践与拓展视野的渠道，而津沽大学为北疆博物院提供了良好的科研环境。

## 历任校长
1921年7月21日，溥泽被任命为校长，负责筹办建校事宜。7月25日，于溥泽抵达天津，选定马场道教会原有空地为校址，兴建校舍。1925年7月，裴百纳神父（Henri Bernard）继任校长一职。1931年6月，工商学院筹备立案，学校成立了以华人为多数的董事会，任命华籍司铎赵振声神父为校长。1933年8月，华南圭出任天津工商学院院长。1937年8月，日军占领天津后，华南圭避走法国，刘斌代理院长一职。1943年7月，校董事会任命刘迺仁任院长。1949年6月，王峻德任津沽大学校长。1951年，津沽大学改为公立后，曾任北洋大学教务长的张国藩调任津沽大学校长直至学校解散，调回天津大学任第一副校长。

## 校友
津沽大学校友指曾在天津工商大学、天津工商学院及津沽大学学习、工作、进修以及专职、兼职任教等人士。津沽大学自1925年招收本科大学生以来，在读学生日渐增长。至1950年，学校一直保持良好的发展态势。25年间，学校共毕业大学生1184人。
教师校友中，陈炎仲、阎子亨、张镈、谭真、沈理源、刘问凯等多位中国近代著名建筑师以及保罗·慕乐、罗尔夫·盖苓等外籍建筑师，还包括水利专家王华棠、高镜莹、孙家琦等。抗日战争时期，未能内迁的学者，如燕京大学的齐思和、翁独健、侯仁之，南开大学的袁贤能、胡继瑗、张华伦等均均在天津工商学院任教。
因津沽大学是中国近代最早开办建筑学教育的学校，因此毕业于此的建筑师众多，如虞福京等。
1928年，物理学家袁家骝考入天津工商大学工学院。1931年，会计学专家李宝震教授考入天津工商大学商科，毕业后留校任教，历任教授、会计财政系主任、副校长。此外，津沽大学的知名校友有中国共产党第十三届中央政治局常委、国务院副总理姚依林。

## 研究与纪念
由于津沽大学经历了天津工商大学、天津工商学院和津沽大学三个主要时期，且经历了战争、革命等不同社会状态，并在解散后院系调整情况复杂。因此，津沽大学各个时期的资料文献被作为重要历史档案资料保存在国内外多个图书馆、档案馆中，但在学缘地缘有所传承的河北大学、天津外国语大学、南开大学及天津市档案馆等处则较为丰富。津沽大学的历史档案资料在语言上涉及中文、法文、英文、德文和俄文等。2004年10月，南开大学原副校长王振鸣将其保存多年的《庆祝津沽大学改为国立接收典礼暨开学迎新大会签名帐》捐赠给天津市档案馆馆藏。2010年10月，由河北大学阎玉田主编、人民出版社出版了专著《踞柝津之阳——天津工商大学》，记录了天津工商大学、天津工商学院至津沽大学三个阶段的校史，书名引用自天津工商学院校歌。2016年12月，天津外国语大学与天津市档案馆联合举办了“纪念天津工商大学建校95周年研讨会”，并出版图书《天津工商学院（津沽大学）档案图集选编》以资纪念。